# Emma Vecla
Ne doit pas être confondue avec Djéma Vécla.
Emma Vecla est le pseudonyme d’Ernestine-Louise Telmat, italianisé en Ernestina Telmat, née le 11 janvier 1877 à Lalla Maghnia, département d'Oran et morte le 29 mai 1972 à Milan, soprano et actrice de cinéma française qui a fait l'essentiel de sa carrière en Italie. Elle est la première interprète en Italie de La Veuve joyeuse de Franz Lehár. Très appréciée en tant qu'artiste et en tant que femme, elle est la protagoniste incontestée sur la scène italienne de la période 1907-1915 et a influencé la mode et le costume de l'époque avec sa personnalité.

## Biographie

### Enfance et formation
Ernestine Telmat est la dernière des huit enfants d'un officier français Théodore Tellmat, blessé à la bataille de Magenta et de Solférino, et de Marie Joséphine Vesset, infirmière bénévole, qui suit son mari sur les champs de bataille pendant la bataille de Frœschwiller-Wœrth en 1870,.
Elle termine ses études musicales au Conservatoire de Paris, où elle étudie le chant, le violon, le piano et la composition. Immédiatement après avoir obtenu son diplôme, elle commence sa carrière en tant que chanteuse d'opéra, faisant ses débuts à 18 ans à l'Opéra-Comique à Paris, dans Manon de Massenet.

### Carrière
Elle prend le nom d'Emma Vécla, anagramme de Calvé, en l'honneur de sa marraine, la célèbre chanteuse Emma Calvé. Elle effectue ensuite de nombreuses tournées, voyageant toujours avec sa mère. Elle est engagée par Edoardo Sonzogno (en) pour chanter lors de la saison automnale du Théâtre lyrique de Milan, aux côtés de Titta Ruffo dans Thaïs en 1903 et dans Zazà de Ruggero Leoncavallo en 1904. Elle chante dans de nombreux théâtres, en Italie et ailleurs.
De retour à Milan, la maladie de sa mère l'oblige à rester dans cette ville pendant un certain temps. Elle est engagée par Giulio Ricordi pour jouer Anna dans la première représentation italienne de La Veuve joyeuse de Franz Lehár, qui débute le 27 avril 1907, avec la compagnie « Città di Milano » au Teatro Dal Verme. L'énorme succès marque un tournant dans la carrière de l'artiste, qui désormais se consacre exclusivement à l'opérette. Franz Lehár lui accorde l'exclusivité pour 200 représentations et, à l'occasion de la cinq centième représentation, vient en Italie pour féliciter personnellement l'artiste.
En 1907, elle crée Bettina dans Hans, le joueur de flûte de Louis Ganne à Milan, à Gênes, Turin et au Teatro Costanzi de Rome en 1908 où elle est aussi René/Juanita dans Donna Juanita de Franz von Suppé, Lola Winter dans Das süße Mädel de Heinrich Reinhardt, Anna dans La Veuve joyeuse.
En 1909, elle joue Rêve de valse d'Oscar Straus et Stella dans La Fille du tambour-major de Jacques Offenbach, à l'occasion du cinquantenaire de la Bataille de Magenta au Teatro Dal Verme. Elle signe un nouveau contrat de 2 ans avec Suvini Zerboni (en), propriétaire de la troupe Città di Milano et de celle de Gênes.
En 1910, elle joue Le Capitaine Fracasse de Mario Pasquale Costa, à Turin et au Lirico de Milan. Elle fait une grande tournée en Amérique du Sud d'avril à septembre. Elle joue Rêve de Valse au Teatro Regio (Turin) en 1911.
En 1912, elle crée Five de Franz Lehár au Lirico de Milan, elle retourne au Teatro Costanzi dans le rôle d'Anna dans La Veuve joyeuse avec la compagnie Città di Milano, dirigée par Carlo Lombardo (en), Le Comte de Luxembourg, Rêve de valse, The Toreador de Lionel Monckton, Manœuvres d'automne d'Emmerich Kálmán et La Chaste Suzanne de Jean Gilbert et chante au Teatro Reinach (en) à Parme dans Eva de Lehár.
En 1913, elle chante au Teatro Apollo à Rome et joue, à Gênes, dans Il birichino di Parigi, opérette en trois actes de Carlo Vizzotto; musique d'Alberto Montanari, d'après Le Gamin de Paris, pièce de Jean-François Bayard.
En 1915, au début de la Première Guerre mondiale, la chanteuse abandonne la scène et se consacre pendant trois ans aux soins des blessés de guerre. Elle chante La Marseillaise à La Scala, le 20 novembre 1918 lors d'une soirée en l'honneur des troupes françaises et britanniques. Après la guerre, elle reprend la scène dans la compagnie de Cosimo Papadia. Elle épouse le maestro Salvatore Cottone et s'installe à Milan.
En 1929, elle se retire finalement de la scène, et fait sa soirée d'adieu au Teatro Vittorio Alfieri à Turin, où elle joue Madama di Tebe. Le reste de sa vie, elle se consacre à des œuvres de bienfaisance, notamment à l'Ospedale Maggiore de Milan, où se trouve un pavillon qui lui est dédié, de la maison de retraite des musiciens Giuseppe Verdi, de l'Institut des aveugles.
Grâce à son don de 80 instruments, le Musée des sciences et des techniques Léonard de Vinci de Milan ouvre la section des Instruments de musique le 20 janvier 1962,.

### Décès
Emma Vecla meurt le 29 mai 1972 à la maison de retraite pour musiciens Giuseppe Verdi et a été enterrée dans le Cimetière majeur de Milan

## Créations
- 1905 : Mme de Prie dans Mademoiselle de Belle-Isle, opéra en 4 actes, de Spýros Samáras, livret de Paul Milliet, Teatro Politeama, Gênes, avec Lina Cavalieri[15].
- 1907 : Anna dans La Veuve joyeuse de Franz Lehár, première représentation italienne au Teatro Dal Verme, Milan.
- 1907 : Bettina dans Hans, le joueur de flûte de Louis Ganne première représentation italienne au Teatro Dal Verme, Milan.
- 1915 : La candidata de Ruggero Leoncavallo, Teatro Nazionale, Rome, 6 février.

## Filmographie
- 1912 : La locandiera d'Alberto Nepoti (it)[16].
- 1913 : Caprice de millionnaire américaine[17].
- 1916 : Amor che tace de Vitale De Stefano (it)[18].

## Distinctions
- Chevalier de l'ordre des Palmes académiques (Officier d'académie) 1909[19].

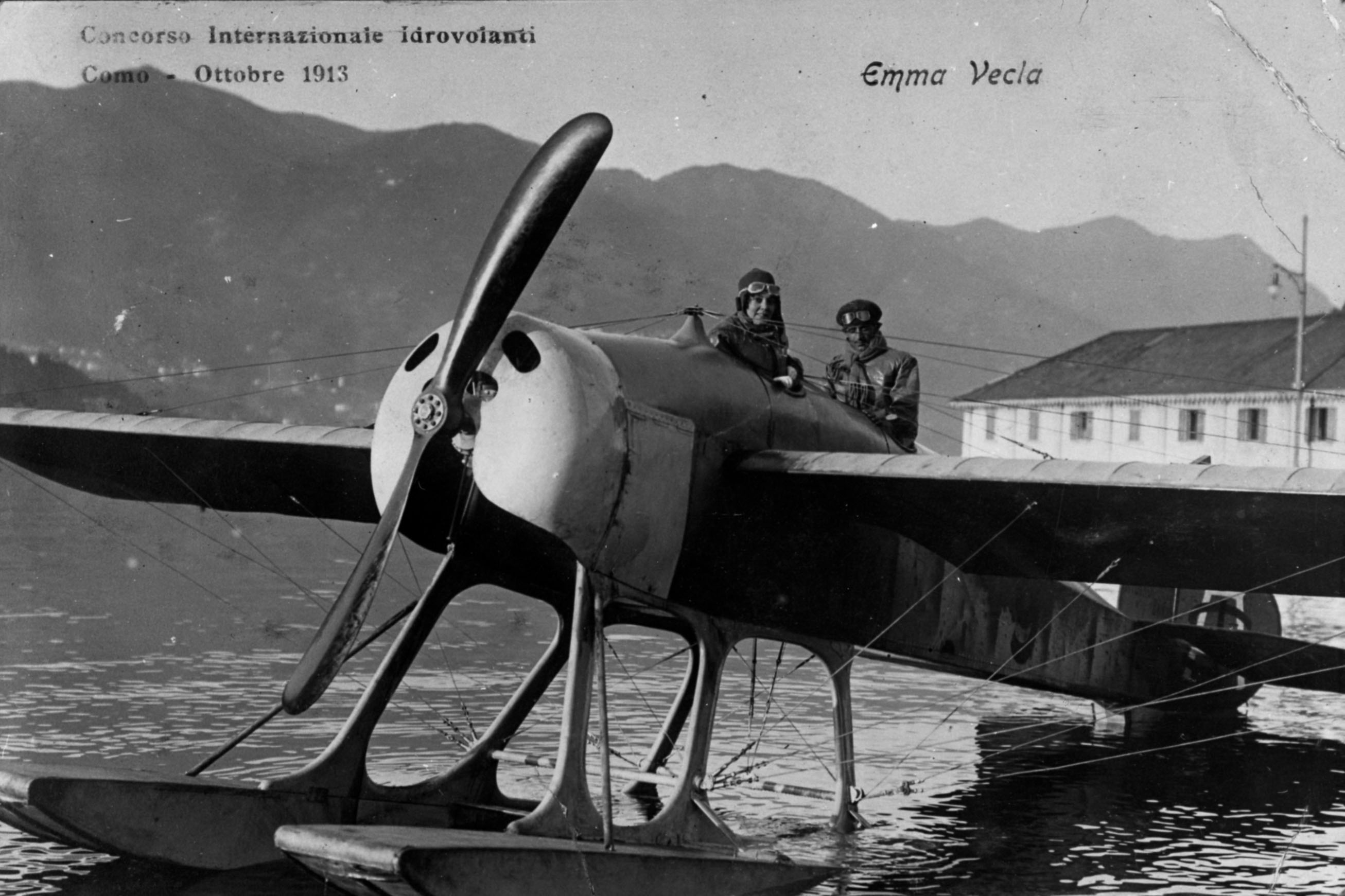
Emma Vecla et Achille Landini, Lac de Côme, 1913[20].